# Dmytro Stepowyk
Dmytro Wlassowytsch Stepowyk (* 7. Oktober 1938 in Slobodyschtsche, Oblast Schytomyr, Ukrainische SSR; † 28. Januar 2024) war ein ukrainischer Kunsthistoriker, Theologe und Philosoph. Er war Professor der Kunstgeschichte an der Kiewer Orthodoxen Theologischen Akademie und auch als wissenschaftlicher Mitarbeiter am Rylsky-Institut des Arts-Studiums, Folklore und Ethnologie tätig.

## Leben
Dmytro Stepowyk kam in der Oblast Schytomyr zur Welt und zog 1951 mit seiner Familie in der Stadt Kamin-Kaschyrskyj in der Oblast Wolyn. Von 1955 bis 1960 studierte er Journalistik an der Nationalen Taras-Schewtschenko-Universität Kiew. Danach studierte er Kunstgeschichte am Doktoratsstudium des Rylsky-Instituts für Kunst, Folklore und Ethnologie. 1970 promovierte er in Kunstgeschichte. 1984 wurde er am demselben Institut habilitiert. Zwischen 1990 und 1992 war er Professor für Kultur- und Kunstgeschichte an der Ukrainischen Freie Universität München. Am 6. August 1990 wurde er an der Ukrainischen Freie Universität mit der Kunstgeschichte promoviert und am 12. Juli 1992 wurde er an derselben Universität habilitiert. Am 10. Dezember 1992 erhielt er den Professorentitel am Rylsky-Institut für Kunst, Folklore und Ethnologie. Seit 1993 war er Dozent an der Kiewer Orthodoxen Geistlichen Akademie. 1997 wurde Stepowyk mit dem Antonowytsch-Preis ausgezeichnet. In den Jahren 1998 bis 2007 war er als Lehrstuhlinhaber der Religionswissenschaft und Theologie an der Nationalen Wassyl-Stefanyk-Universität der Vorkarpaten tätig. Am 21. Dezember 2001 wurde Stepowyk mit der Theologie an der Kiewer Orthodoxen Geistlichen Akademie habilitiert. Zwischen 2000 und 2014 war er Lehrstuhlinhaber der Philosophie an der Kiewer Orthodoxen Theologischen Akademie und seit 2014 war er als Professor der Kunstgeschichte an derselben Akademie tätig. 
Dmytro Stepowyk erhielt 2008 den Verdienstorden der Ukraine 2. Klasse.

## Werke
- Dmytro Stepowyks Artikel über Oleksander Tarasewytsch in der Encyclopedia of Ukraine (englisch)
- Dmytro Stepowyk: Vyshhorod Icon of the Mother of God in der Zeitschrift The Day (englisch)
- Dmytro Stepovyk: Un chiarore che parla di libertà in der L’Osservatore Romano Zeitschrift (italienisch)